# The Daily Beast
The Daily Beast  is een Amerikaanse nieuws- en opiniewebsite gefocust op politiek en populaire cultuur. Het is opgericht door voormalig uitgeefster Tina Brown. Tina Brown was voordien hoofdredacteur van zowel Vanity Fair als The New Yorker. 
Ongeveer een derde van de inhoud van The Daily Beast is eigen content, de rest komt uit andere bronnen op het web. The Daily Beast is in oktober 2008 van start gegaan; met als eigenaar IAC.
De huidige hoofdredacteur is Noah Shachtman. 
Onder zijn voorganger John Avlon die de functie van september 2014 tot juni 2018 maakte het digitale medium een spectaculaire toename van het aantal hits mee. Avlon die jarenlang parallel als part-time commentator optrad stapte in juni 2018 fulltime commentator over naar CNN.
The Daily Beast heeft in 2009 drie miljoen unieke bezoekers per maand. Hoofdredacteur Avlon kondigt eind 2016 aan dat The Daily Beast een miljoen lezers per dag bereikt.
In november 2010 fuseertThe Daily Beast met het tijdschrift Newsweek, waarmee Tina Brown ook hoofdredacteur van het papieren tijdschrift wordt. Op 3 augustus 2013 wordt Newsweek verkocht aan IBT Media. In september 2014 verlaat Tina Brown The Daily Beast en neemt John Avlon de hoofdredactie van haar over. De online krant heeft op dat moment 21 miljoen unieke maandelijkse bezoekers. Hoofdredacteur Avlon kondigt eind 2016 aan dat The Daily Beast een miljoen lezers per dag bereikt. Volgens Ken Doctor, een nieuwsspecialist voor Nieman Lab, is The Daily Beast "one of the fastest-growing news and information sites year-over-year in the 'General News' category".
Avlon beschrijft The Daily Beast in een interview in april 2018 als in de basis "niet partijdig maar niet neutraal". Hij voegt daaraan toe: "wat dat betekent is dat we naar beide zijden uitslaan als dat gepast is, maar dat we niet voor de mythische morele gelijkwaardigheid gaan op ieder onderwerp."
De naam 'The Daily Beast' is afkomstig uit de roman Scoop van Evelyn Waugh, waarin men een fictieve krant met dezelfde naam aantreft.